# Najah al-Shammari
Najah al-Shammari, folkbokförd i Sverige som Najah Hasan Ali al-Adeli och född 20 januari 1967, är en irakisk militär och politiker. Han var Iraks försvarsminister från juni 2019 till maj 2020. al-Shammari innehar svenskt medborgarskap och har varit folkbokförd i Sverige.

## Biografi
Al-Shammari föddes i Bagdad. Han är sunniarab och tillhör Shammarklanen, en av de största och mest inflytelserika klanerna i regionen. Han har en kandidatexamen i krigsvetenskap från Iraks militärhögskola i Bagdad 1987. Han har också en masterexamen i strategisk planering för nationell säkerhet. Han har tjänstgjort som befälhavare i de irakiska specialstyrkorna och innehaft flera befattningar inom den irakiska militären mellan 2003 och 2007. Han entledigades på egen begäran från militären 2018 och hade då generalmajors grad.

### Försvarsminister i Irak

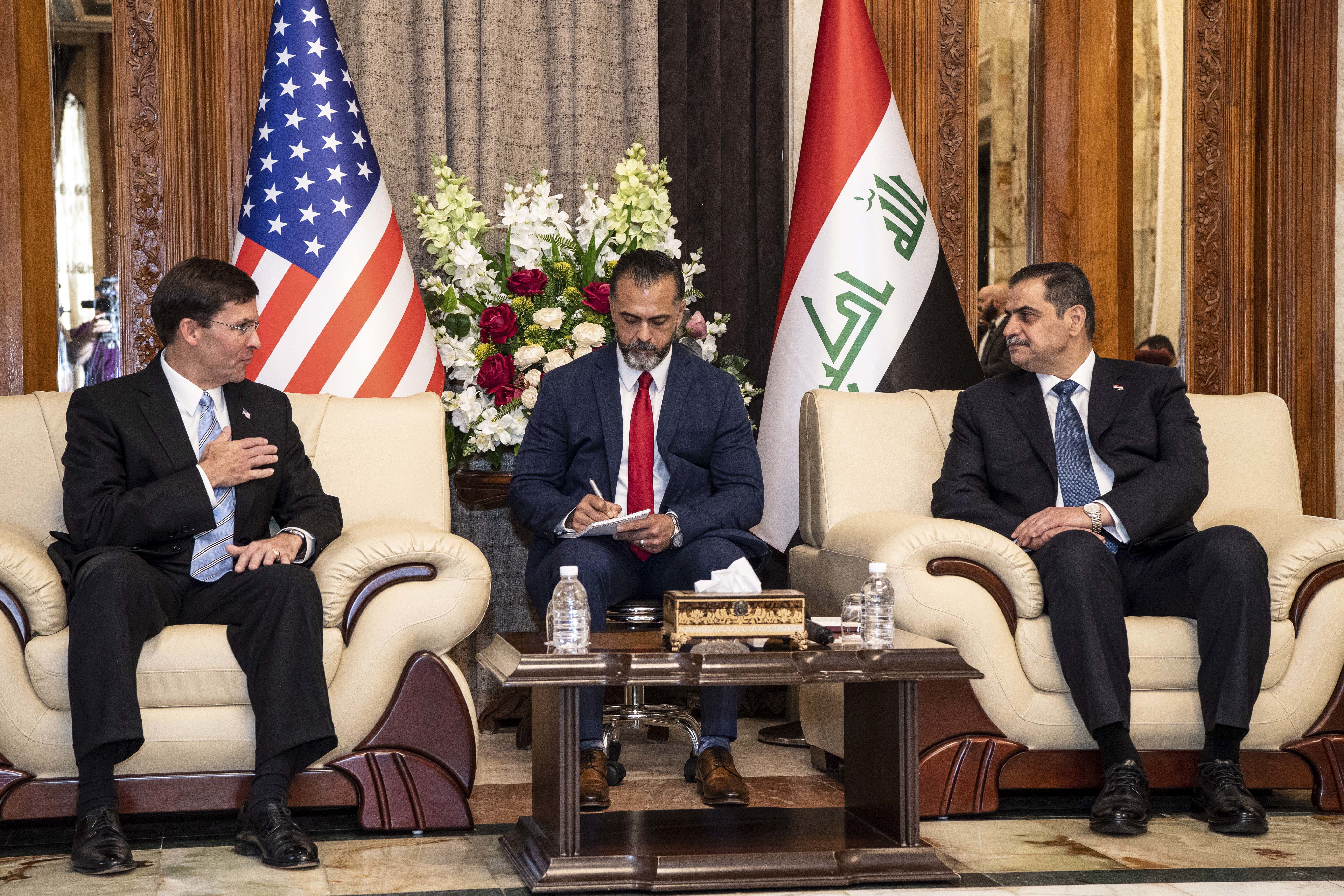
Al-Shammari (till höger) under ett möte med USA:s försvarsminister Mark Esper 2019.

Den 24 juni 2019 tillträdde al-Shammari som Iraks försvarsminister efter att ha godkänts av det irakiska parlamentet samma dag. Han nominerades till posten av al-Wataniya-koalitionen, ledd av den tidigare premiärministern och dåvarande vicepresidenten Iyad Allawi. Vid regeringsskiftet i början av maj 2020 ersattes han på posten som försvarsminister av Juma Inad Saamoud.

## Misstanke om brott i Sverige
Våren 2019, inför nomineringen av al-Shammari som försvarsminister i Irak, rapporterade irakisk media om uppgifter om att al-Shammari innehade svenskt medborgarskap. Uppgifterna tillbakavisades då som felaktiga av en talesperson för al-Shammaris parti al-Wataniya-koalitionen.
I november 2019 började svensk media rapportera om att al-Shammari ska ha ett svenskt medborgarskap och vara folkbokförd som Najah Hasan Ali al-Adeli och bo i Vårby i Huddinge kommun, trots att han vistas i Irak. Det rapporterades också om att han ska ha mottagit olika sorters bidrag såsom barnbidrag, bostadsbidrag och sjukersättning sedan han kom till Sverige 2012. al-Shammari fick sitt svenska medborgarskap 2015. Han ska ha uppgett till svensk statsmakt att han ska ha en magisterexamen i militärkunskap och arbetat som officer åt Iraks armé sedan 1990-talet.
Svensk polis har inlett en förundersökning om bidragsbrott och folkbokföringsbrott. Åklagarmyndigheten meddelade också att de utreder al-Shammari för brott mot mänskligheten. I mars 2024 greps han av gränspolisen vid Arlanda, vissa av bidragsbrotten ansågs då preskriberade.